# Новотираспольский
Ново-Тираспольский (рум. Tiraspolul Nou; молд. Тирасполул Ноу; укр. Новотираспольський) — до декабря 2008 года посёлок городского типа в Приднестровской Молдавской Республике, подчинённый Тираспольскому городскому Совету (по законам Республики Молдовы — город).

## История
Образован в 1982 году на территории совхоза-техникума им. М. В. Фрунзе, находившегося на юго-западе Тирасполя.
«В связи с фактическим слиянием поселка с городом, в целях оптимизации их органов управления» 1 декабря 2008 года Президент ПМР Игорь Смирнов подписал Указ об объединении поселка Ново-Тираспольский с городом Тирасполем в один населённый пункт — город Тирасполь.
Согласно пункту 2 Указа Министерству природных ресурсов и экологического контроля, Министерству информации и телекоммуникаций необходимо исключить посёлок Ново-Тираспольский из учетных данных и Государственного реестра «Административно-территориальное устройство Приднестровской Молдавской Республики».